# Refugi de Bachimaña Superior
El Refugi de Bachimaña Superior, és un xicotet refugi forestal no guardat al terme municipal de Panticosa a 2.225 m d'altitud. Té una capacitat per a 8 places sense lliteres i sense cap mena de serveis. Està situat al marge esquerre de l'Ibon de Bachimaña superior i rodejat per un conjunt de circs glacials, i de gran quantitat d'ibons i grans cims. És titularitat d'EISA.

## Activitats
És punt de partida de moltes excursions i senderisme pel GR 11, travesses a Bramatuero, Vall de l'Ara, valls de Gaube, Circ de Pedrafita i Sallent de Gállego, i ascensions a Marcadau (Muga nord de 2.676 m i Muga sud a 2.727 m), Punta Zarre, Gran Aratille, Batanes, Xuans, Tebarrai, i a cims de més tres mil metres com els Infierno occidental, oriental i central, el Gran Facha o el Garmo Blanco. A l'hivern es poden realitzar recorreguts i ascensions amb esquís de muntanya. Es pot combinar amb el refugi dels Ibons de Bachimaña i el refugi de Respomuso.